# Latitudinarinisme
Latitudinarianisme was oorspronkelijk een pejoratieve term die gebruikt werd om een beweging van 17de-eeuwse Engelse theologen aan te duiden. Zij conformeerden zich aan de gebruiken van de officiële kerk van Engeland, maar ze waren van mening dat zaken over doctrine, liturgische gebruiken en de ecclesiologische organisatie van weinig belang waren. 
Het beste voorbeeld van de latitudinaristische filosofie zijn de Platonisten van Cambridge. 
Vandaag de dag moet latitudinarisme niet verward worden met de oecumenische beweging. Die beweging wil namelijk de verschillen tussen kerken verminderen, terwijl het latitudinarisme minder nadruk wil leggen op praktische doctrine.